# VVER
VVER (Vodo-Vodjanoj Energetitjeskij Reaktor) (ryska: Водо-водяной энергетический реактор) är en typ av kärnkraftreaktor som är utvecklad av Sovjetunionen. Det är en typ av tryckvattenreaktor. Tidiga versioner av reaktorn byggdes utan (primär) reaktorinneslutning.
Den används av Armenien, Bulgarien, Finland, Indien, Iran, Kina, Slovakien, Tjeckien, Ukraina och Ryssland. 
Den användes tidigare i före detta Östtyskland.